# Znudzony na śmierć
Znudzony na śmierć (ang. Bored to Death, 2009–2011) – amerykański serial komediowy nadawany przez amerykańską stację HBO od 20 września 2009 roku. W Polsce emitowany jest od 27 marca 2010 roku na kanale HBO.

## Opis fabuły
Nadużywający alkoholu trzydziestokilkuletni pisarz z Brooklynu Jonathan Ames (Jason Schwartzman) po rozstaniu z ukochaną cierpi na nadmiar wolnego czasu. Nieoczekiwanie wpada na genialny pomysł, by zostać prywatnym detektywem i naśladować swoich idoli z powieści kryminalnych Raymonda Chandlera i Dashiella Hammetta. Rozpoczyna detektywistyczną przygodę, w której towarzyszą mu wydawca George Christopher (Ted Danson) i najlepszy przyjaciel Ray Hueston (Zach Galifianakis).

## Obsada
- Jason Schwartzman jako Jonathan Ames
- Ted Danson jako George Christopher
- Zach Galifianakis jako Ray Hueston
- Heather Burns jako Leah
- Olivia Thirlby jako Suzanne
- Oliver Platt jako Richard Antrem
- Laila Robins jako Priscilla
- John Hodgman jako Louis Green
- Jenny Slate jako Stella
- Bebe Neuwirth jako Caroline